# Vestibular Unificado de Ciências Exatas e Engenharia
O Vestibular Unificado de Ciências Exatas e Engenharia, mais conhecido por sua sigla Mapofei, foi um vestibular criado em 1969 para a área de ciências exatas nas universidades Instituto Mauá de Tecnologia (MA), Escola Politécnica da Universidade de São Paulo (PO) e Faculdade de Engenharia Industrial (FEI). Este exame veio se juntar aos já existentes Cescem (vestibular da área de Biológicas em São Paulo, criado em 1964) e Cescea (vestibular da área de Humanas em São Paulo, criado em 1967). Os três foram unificados em 1975, dando origem à Fuvest.